# Ioanna Kafetzi
Giannoula „Ioanna” Kafetzi (în greacă Γιαννούλα Καφετζή; n. 30 mai 1976, Nea Ionia, Tesalia⁠(d), Grecia) este o fostă atletă greacă care a participat la proba de alergare la 100 m și la săritura în lungime. Kafetzi a câștigat o medalie de bronz, în cadrul echipei de ștafetă 4 x 100 de metri feminin, la Jocurile Mediteraneene din Tunis, Tunisia, până în 2001, până când a decis să participe în cadrul probei de săritură în lungime și a concurat pentru Grecia la Jocurile Olimpice de vară din 2004. În timpul carierei sale de atletism, Kafetzi a reușit să stabilească un record personal de 6,71 metri în proba de săritură în lungime de la Jocurile Internaționale Venizelia din Chania.
Kafetzi s-a calificat pentru echipa de atletism a națiunii gazdă, împreună cu Stiliani Pilatou și Niki Xanthou, în cadrul probei de săritură în lungime la Jocurile Olimpice de vară din 2004 de la Atena. Cu două luni înaintea jocurilor, ea a sărit 6,71 metri la Jocurile Internaționale Venizelia din Chania, reușind să-și stabilească cel mai bun rezultat personal, rezultat Olimpic de categoria A. În timpul preliminarilor, Kafetzi a reușit să sară 6,49 metri din prima încercare. Cu o singură ratare în saltul ulterior și cu un rezultat slab la cel de-al treilea salt, Kafetzi nu a reușit să avanseze până la ultima rundă aflându-se la șase centimetri de primul loc, terminând doar pe locul 16 din 39 de săritori. A reprezentat Grecia la Campionatele Mondiale de Atletism din 2005, dar din nou nu a ajuns până în finală.

## Realizări
| An   | Competiție                   | Locație            | Loc | Eveniment  | Note    |
| ---- | ---------------------------- | ------------------ | --- | ---------- | ------- |
| 2002 | Campionatul European în sală | Viena, Austria     | 23  | 60 m       | 7,61 s  |
| 2002 | Campionatul European în sală | Viena, Austria     | 14  | triplusalt | 13,31 m |
| 2004 | Jocurile Olimpice            | Atena, Grecia      | 16  | lungime    | 6,49 m  |
| 2005 | Campionatul Mondial          | Helsinki, Finlanda | 20  | lungime    | 6,31 m  |

## Recorduri personale
| Probă                       | Performanță | Dată              | Locație |
| --------------------------- | ----------- | ----------------- | ------- |
| Săritură în lungime         | 6,71 m      | 28 iunie 2004     | Chania  |
| Triplusalt                  | 14,01 m     | 25 iulie 2001     | Sparta  |
| Săritură în lungime în sală | 6,58 m      | 22 februarie 2006 | Peania  |
| Triplusalt în sală          | 13,83 m     | 27 ianuarie 2001  | Atena   |

## Legături externe
- en Ioanna Kafetzi la World Athletics
- en Ioanna Kafetzi la Olympedia.org